# Verbo irregular
En una lengua flexiva, un verbo irregular es un verbo que posee conjugaciones particulares o idiosincráticas según alguno de los rasgos por los que se flexiona (tiempo, modo, persona, etc.). Experimenta cambios en cuanto al paradigma, ya que toma desinencias distintas a las que son habituales en los verbos regulares. Un verbo irregular no se rige de las mismas reglas de conjugación que utilizan la mayoría de los verbos. Un caso extremo de verbo irregular es el de los verbos heteróclitos, que tienen supletismo en la raíz, es decir, que usan más de una raíz.

## Verbos irregulares en las lenguas del mundo

### Verbos irregulares en español
Los verbos irregulares en español pueden serlo por dos motivos diferentes:
- Alternancias fonéticas. Porque experimentan cambios fonéticos en ciertas formas. El Esbozo de una nueva gramática de la lengua española (RAE:1973) distingue entre:
  - Alternancias vocálicas: e/i: pedir/pido; e/ie: acertar/acierto; o/ue: poder/puedo; i/ie: adquirir/adquiero; o/u y u/ue: dormir/duermo/durmió
  - Alternancias consonánticas: c/g:hacer/hago; c/zc:parecer/parezco; n/ng: poner/pongo; l/lg/ld: salir/salgo/saldré, uir/uy: diluir/diluyo, por citar unas cuantas.
  - Irregularidades mixtas, en que cambia no sólo la vocal sino también la consonante, como en saber/sepa.
- Alternancias heteróclitas. Cuando diferentes tiempos se forman de raíces independientes. El fenómeno está asociado a la llamada conjugación heteróclita, existen irregularidades derivadas del uso de raíces distintas ('temas') para el pretérito y el presente. Este tipo de irregularidad se da en el:
  - Verbo ser, este verbo usa en presente, futuro y condicional formas derivadas de se-/so- (junto con alguna forma singular como eres y es en presente de indicativo), formas en er- (pretérito imperfecto) y formas especiales en las formas pretérito modo indicativo: fui, fuiste, fue,..., etc.
  - Verbo ir que usa tres raíces diferentes. Una para los tiempos de presente (tanto de indicativo como de subjuntivo) formas derivadas de vo-/va-: voy, vas, va,... / vaya, vayas, vaya,..., en varios pretéritos formas en fu- (fui, fuiste, fue,... / fuera, fueras,...), la mayoría de tiempos de ir- (futuro, condicional,...). Este verbo además presenta la irregularidad de tener iba, ibas, iba, íbamos,... en el pretérito imperfecto.

En cuanto a las formas a las que afecta una irregularidad, en general están determinadas por el tema al que pertenece la forma. Así, cuando un verbo es irregular en su tema de presente, lo es en todas las formas del tema.

### Verbos irregulares en lenguas indoeuropeas
En muchas de las lenguas indoeuropeas ciertas irregularidades aparecen como consecuencia del mantenimiento de la vieja conjugación del proto-indoeuropeo basada parcialmente en la apofonía o ablaut indoeuropeo:
- En lenguas germánicas se diferencia entre "verbos fuertes" cuya conjugación se basa en parte en el sistema de ablaut indoeuropeo, que originalmente era regular, y los "verbos débiles" cuya conjugación se basa exclusivamente en afijos.
- En latín y griego la apofonía también es la responsable de algunas irregularidades.

Además de esto, relacionado con aspectos menos conocidos de la morfología del antiguo indoeuropeo, algunos verbos como el latín esse mezclan en su conjugación diferentes raíces, dando lugar a verbos heteróclitos a partir de lo que originalmente parecían ser verbos diferentes, aunque semánticamente relacionados.

### Ausencia de irregularidades verbales
Existen idiomas que no poseen verbos irregulares, en especial las lenguas aglutinantes, las cuales utilizan partículas invariables -como terminaciones o sufijos- que generalmente sirven para conjugar cualquier verbo. Por ejemplo, el quechua, una lengua originaria de América del Sur, no posee verbos irregulares.[cita requerida]
Tampoco existen en idiomas construidos, como el esperanto.